# Пасмовець Каміла
Пасмовець Каміла (Limenitis camilla) — вид лускокрилих комах з родини сонцевиків (Nymphalidae).

## Поширення
Вид поширений в Європі, Західній та Північній Азії від Великої Британії до Японії.

## Морфологічні ознаки
Довжина переднього крила 23-31 мм, розмах крил 45-60 мм. Крила чорно-сірого кольору, у самців з невеликим синюватим відтінком ближче до основи, з білою переривчастою перев'яззю і дрібними коричневими плямами по нижньому боці заднього крила і на вершині переднього. Нижня сторона крил строката, оранжево-коричнева з білою перев'яззю.

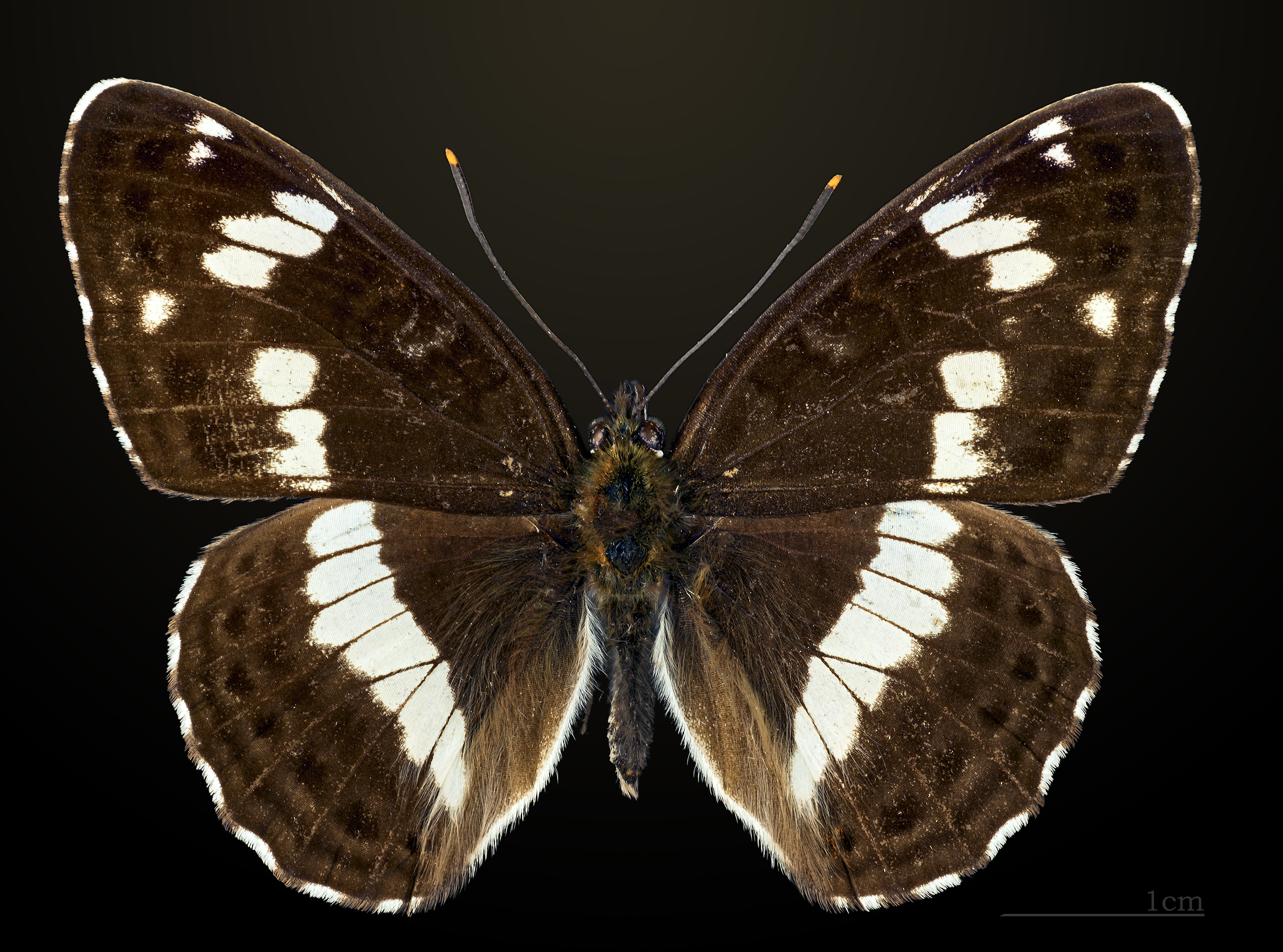
Дорсальна сторона
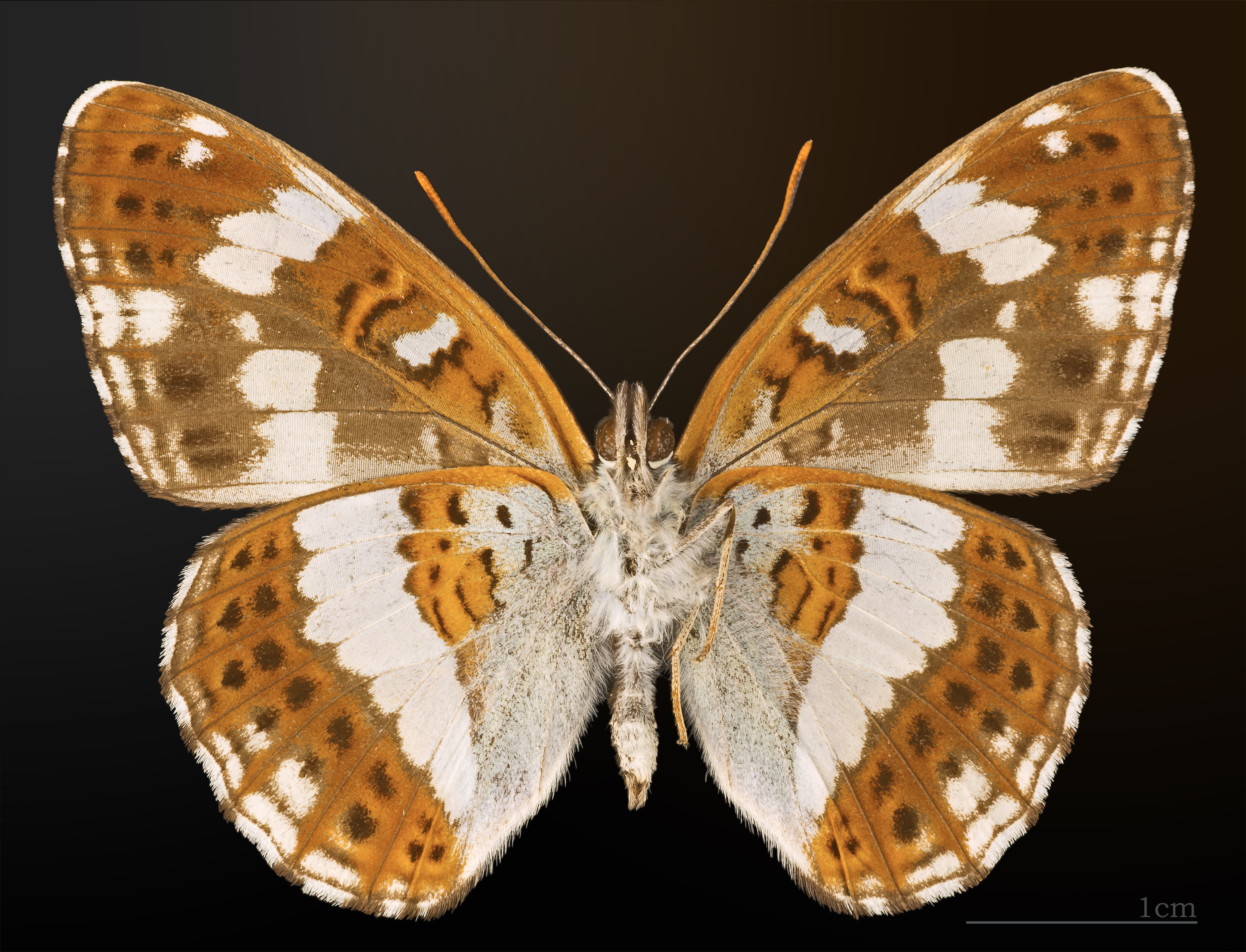
Вентральна сторона
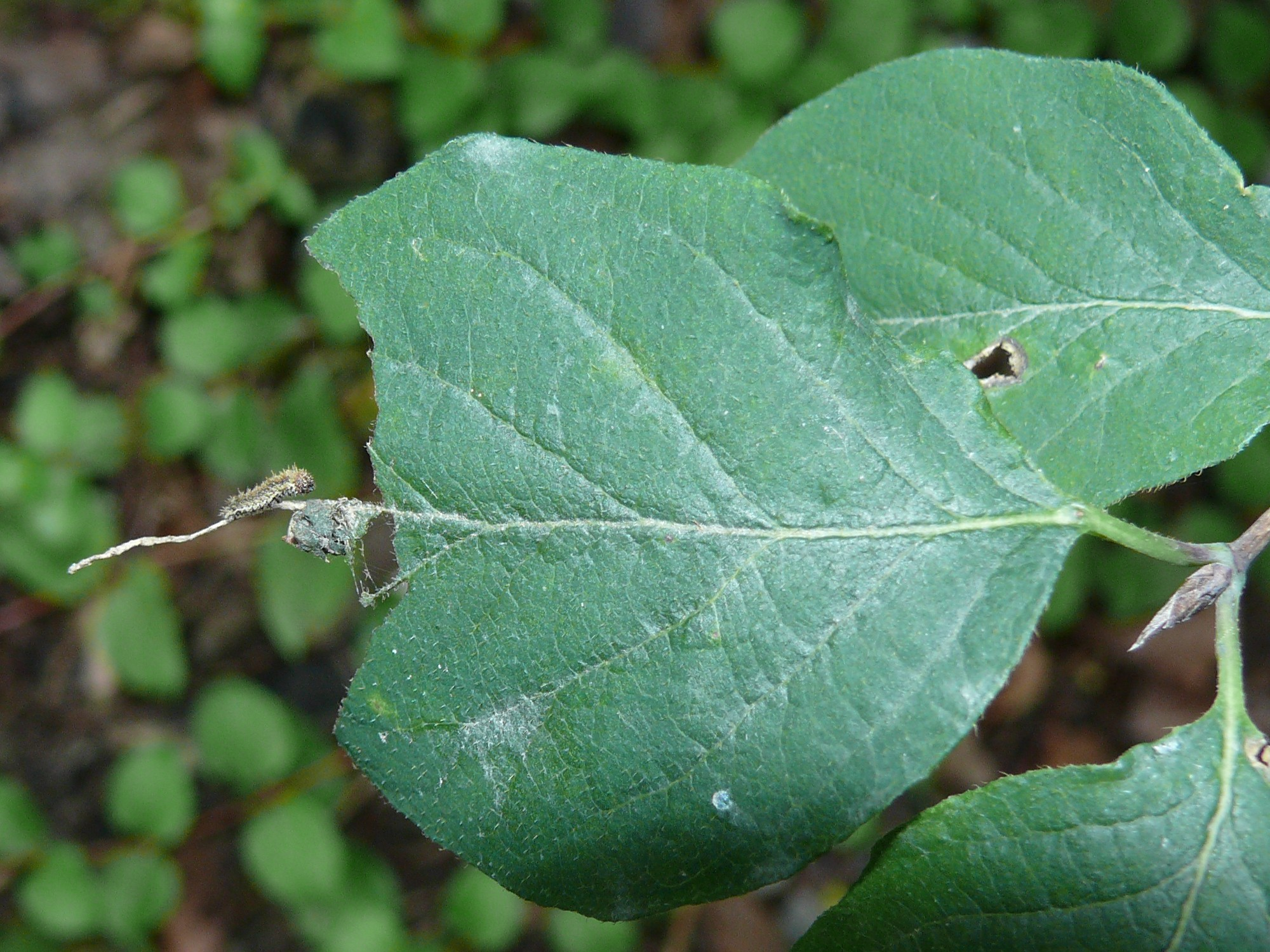
Гусінь раннього віку
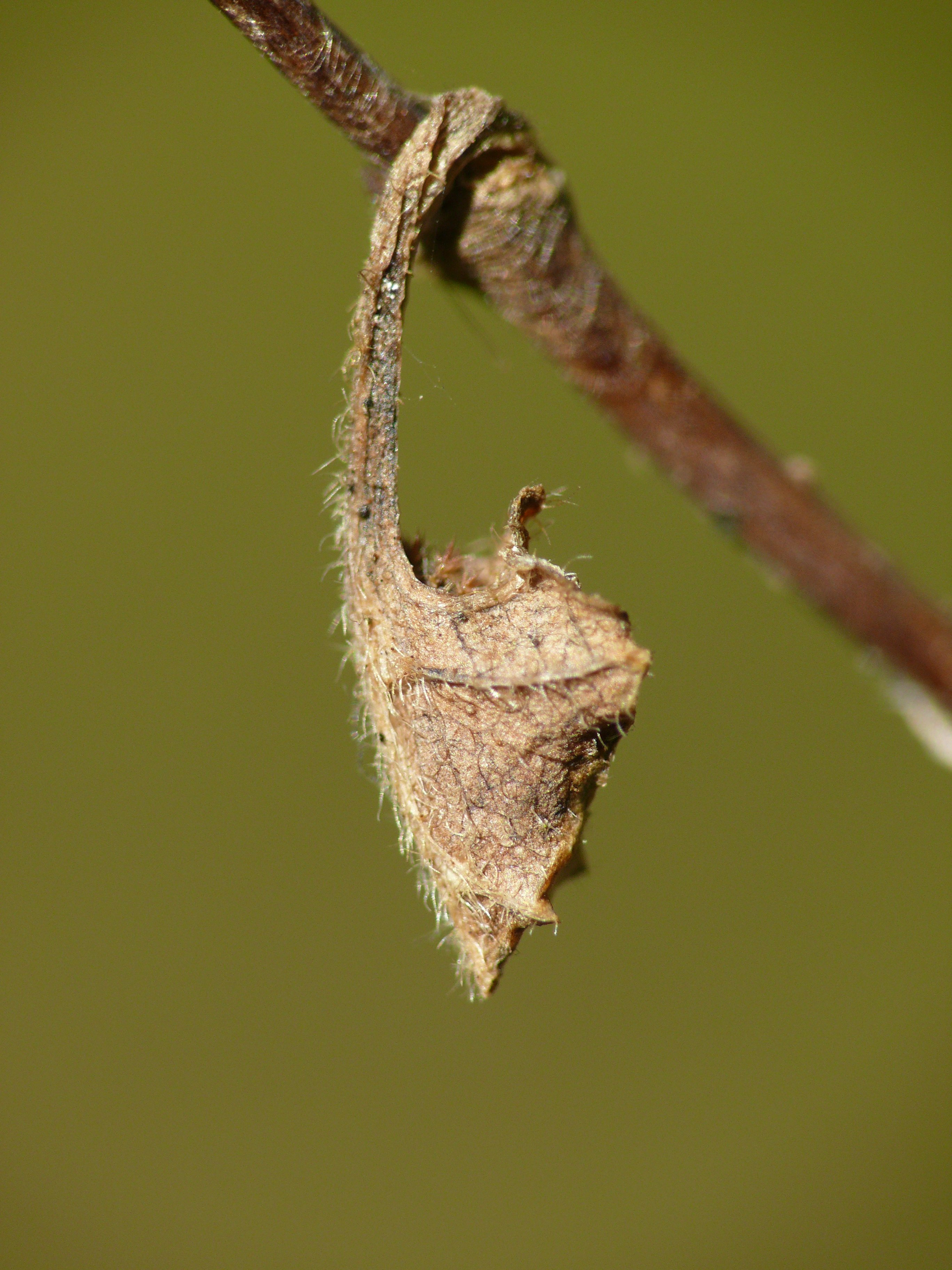
Лялечка
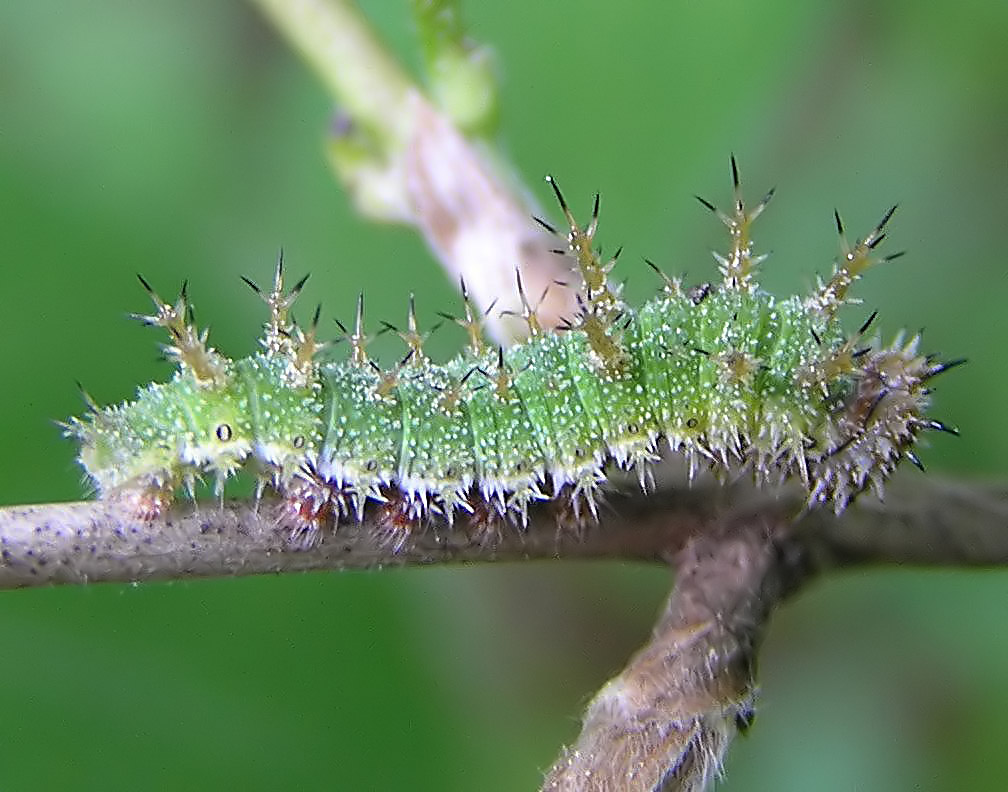
Гусениця
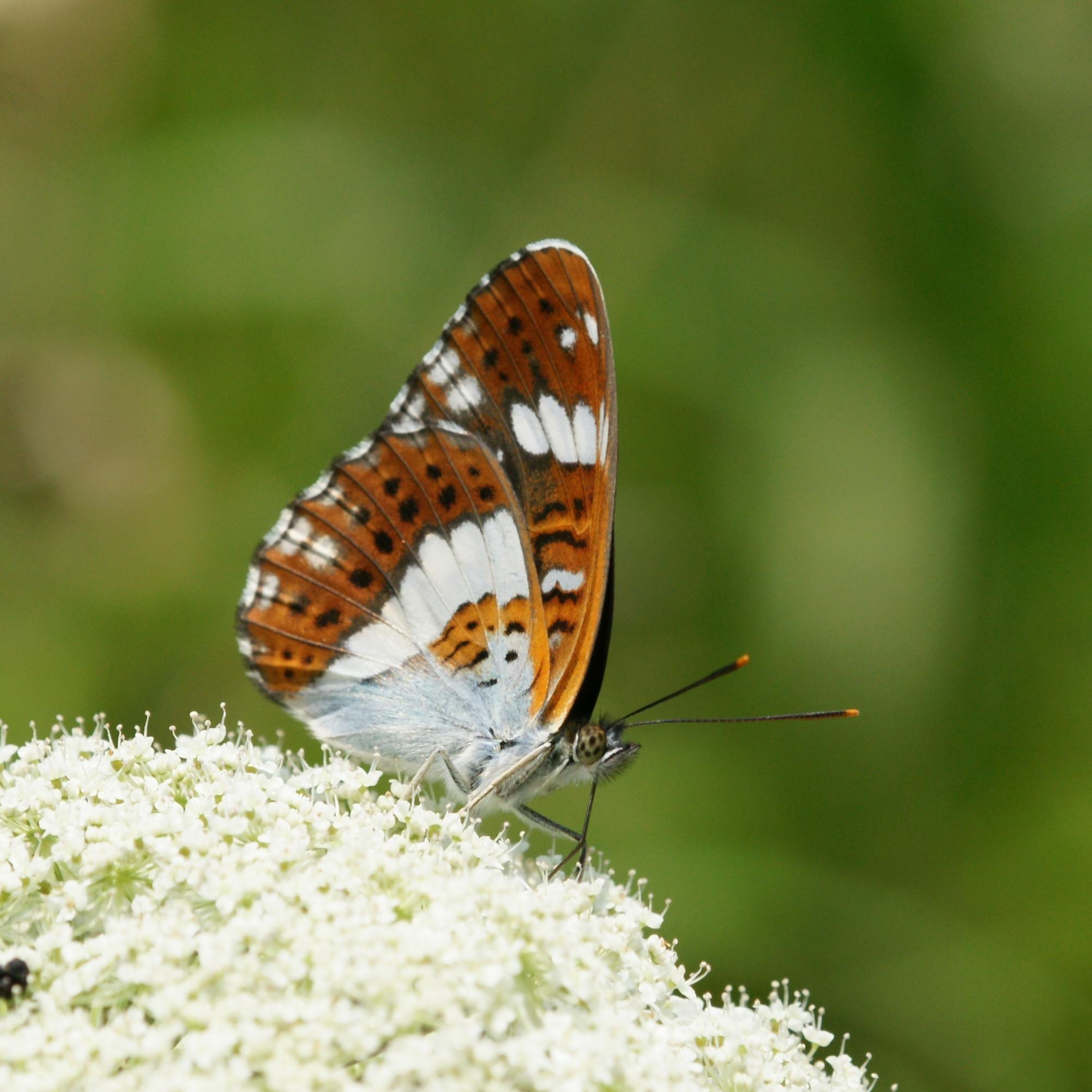
Метелик зі складеними крилами
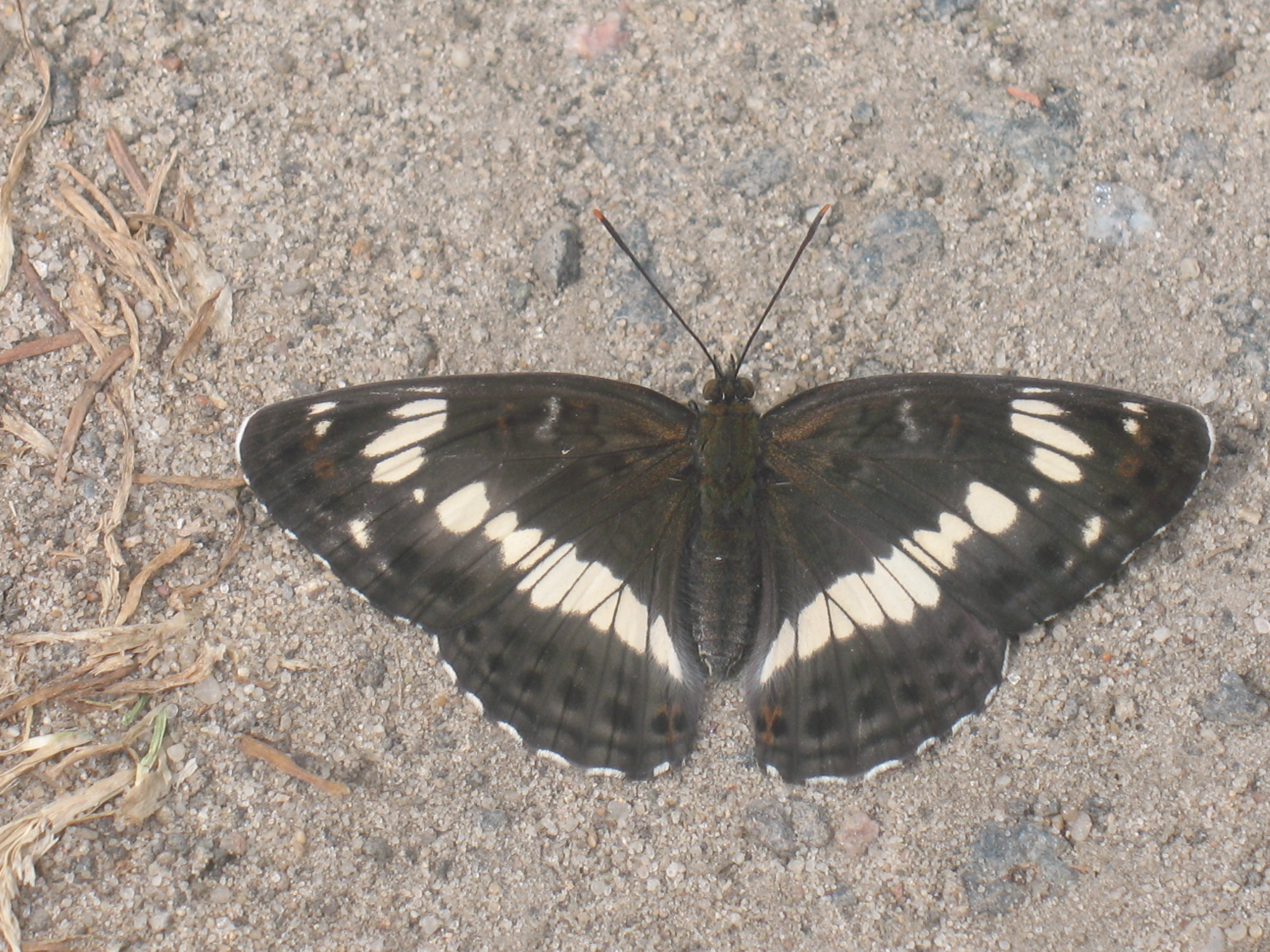
Імаго

## Особливості біології
Метелики літають з червня до середини вересня. Трапляється в різних типах лісів, переважно на берегах річок і водойм, під наметом лісу, де є розріджені місця або невеликі галявини, а також на лісових галявинах, в рідколіссях. Є два покоління за рік. Самиці відкладають по одному яйця на листя кормових рослин. Гусінь живиться різними видами жимолості. Заляльковується на листках або гілках. Стадія лялечки триває 8 -14 днів.